# 加的斯
加的斯（西班牙語：Cádiz，西班牙語：[ˈkaðiθ]；/kəˈdɪz/ ）是西班牙西南部的一座滨海城市，属于安達魯西亞加的斯省，而且是加的斯省的省会。据2004年的统计加的斯共有133,242名居民，包括其郊区的居民数则为629,054人。2017年加的斯城区的总登记人口为118,048人。城市面积12.30平方公里，位于一个伸入加的斯湾的半岛上。加的斯的地理位置是北纬36°30'，西经6°20'。
加的斯拥有典型的安达鲁西亚特征，其老城（Casco Antiguo）分为数个不同的区（barrios）。这些区与新建的市区截然不同。老城区的小胡同一般通向其广场，而新区里则主要是宽广的大街和现代的建筑。此外市内点缀着许多公园和树木，有些巨树有可能是克里斯托弗·哥伦布带来的。
此地也以雪莉酒聞名。

## 历史

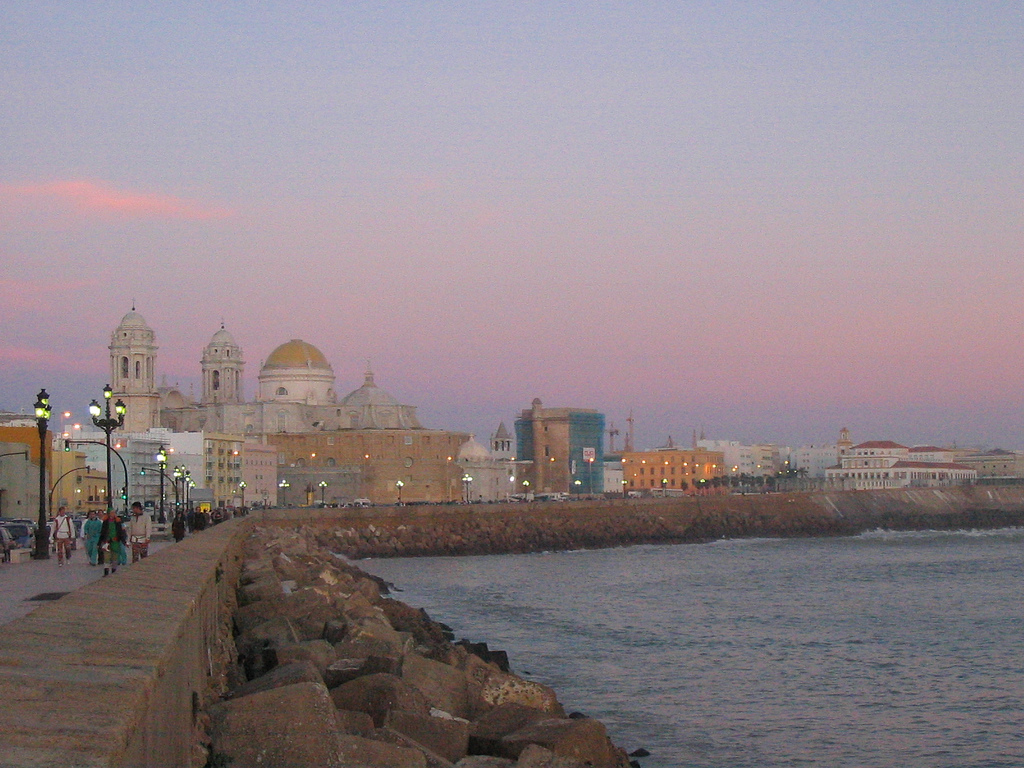
加的斯海岸

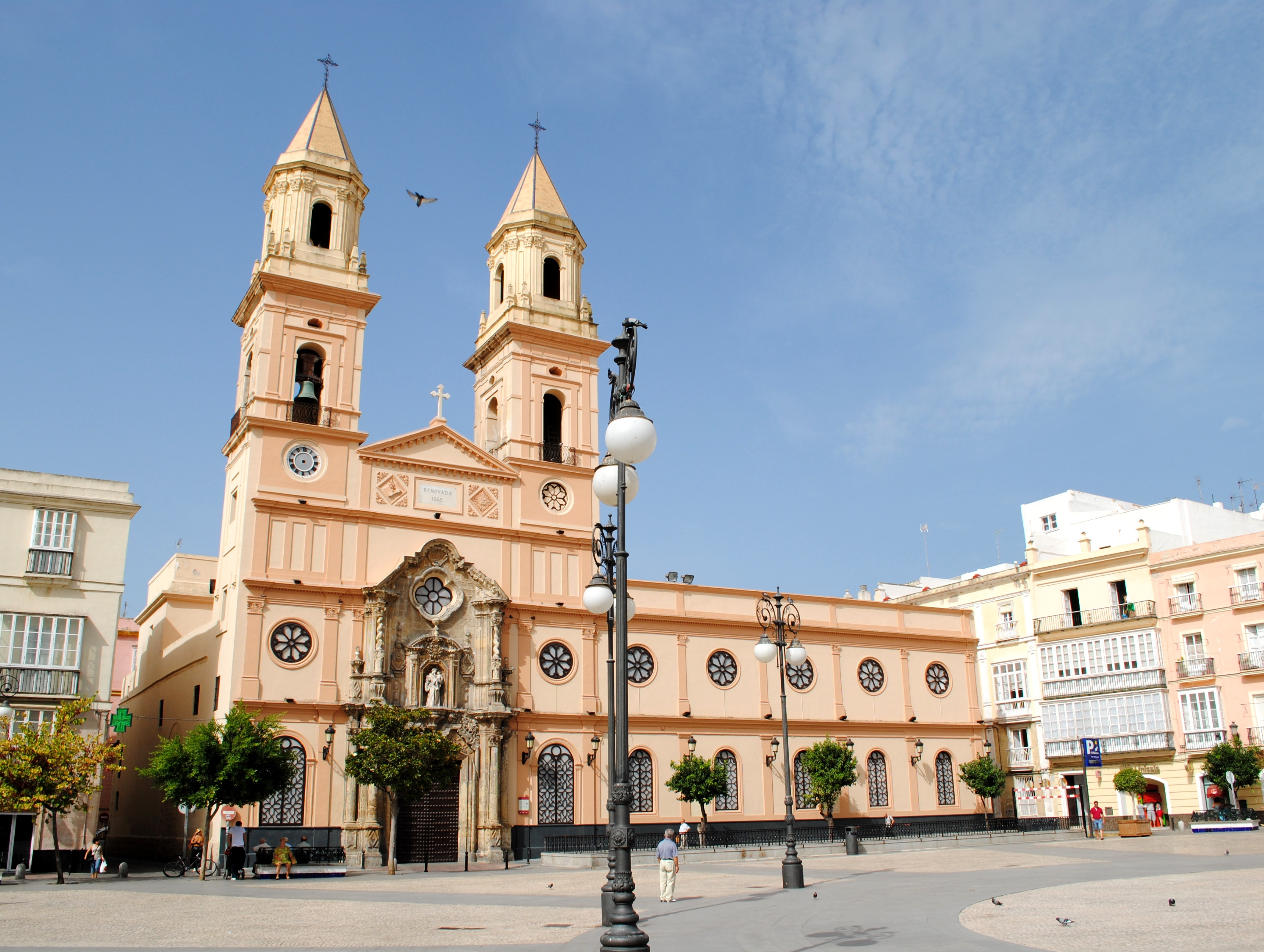
聖安東尼奧教堂

### 腓尼基时期
腓尼基人建立了加的斯，它原名加地尔（腓尼基语：𐤀𐤂𐤃𐤓‬，意为“被墙围绕的城市”），是腓尼基与塔尔提索斯贸易的一个据点。它被看作是西欧最古老的城市。估计在前1100年就已经建城了，不过到2004年为止最早的被发掘的考古遗物来自前9世纪。有人认为有可能在前9世纪以前这里只是一个小据点，因此没有留下多少遗迹。按照希腊神话加的斯是海格力斯杀死革律翁后建立的。实际上这段时间里最引人注目的遗迹是一座供奉腓尼基神美刻尔的庙宇。一些历史学家认为这座庙的立柱是海格力斯之柱的传说的来源。

### 古罗马时代
约前6世纪加的斯被迦太基占领，汉尼拔使用加的斯作为据点来征服伊比利亚半岛的南部。前206年大西庇阿带领的罗马军队占领加的斯。当时的加的斯人欢迎西庇阿的到达。罗马将加的斯作为其海军基地，加的斯（Gades）繁盛起来了。屋大维执政时期加的斯有500名骑士，仅次于罗马市和帕多瓦，其居民数仅次于罗马城。但罗马帝国灭亡后加的斯的贸易地位下降了。
该地区后来被查士丁尼在公元551年征服，作为拜占庭帝国西班牙行省的一部分。之后，西哥特人在西班牙取代了罗马的势力，加的斯被毁。今天只有少数原城市的遗迹被保留。

### 中世纪与大航海时代
从711年至1262年摩尔人统治加的斯（转写：Qādis），今天加的斯的名字实际上是从这个阿拉伯名字引来的。最后卡斯蒂利亚的国王阿方索十世将摩尔人逐出加的斯。
在地理大发现时期中加的斯获得复兴。哥伦布的第二和第四次远征是从加的斯出发的，后来加的斯成为西班牙珍宝船队的母港，因此也成为西班牙的海上对手的主要攻击目标。16世纪北非海盗多次试图袭击加的斯，但均未成功。1587年4月法蘭西斯·德瑞克在加的斯港击溃西班牙舰队，1596年英军攻陷加的斯。在英西战争中罗伯特·布莱克从1655年至1657年封锁加的斯海港，在这段时间里英国海军击沉了西班牙宝藏舰队的大多数船只，一条帆船被俘，估计西班牙的总损失达两百万英镑。1702年英国再次进攻加的斯。
18世纪由于海港被淤泥堵塞西班牙政府不得不将其与西班牙美洲的贸易港口从塞維利亞转到加的斯。这个时期是加的斯的黄金时代，西班牙与美洲之间的贸易有75%是经过加的斯进行的，它成为西班牙最大以及都市化程度最高的城市之一。许多国家的商人社团在这里定居，今天老城区里的许多历史建筑是这个时代留下来的。但是在18世纪末加的斯再次受到一系列攻击。从1797年2月到1798年4月英国舰队再次封锁加的斯。1800年霍雷肖·纳尔逊炮轰加的斯。在拿破仑征服欧洲时，加的斯是少数可以抵挡法国入侵的地区。

### 西班牙独立战争时期
在第六次反法同盟中加的斯是反抗约瑟夫·波拿巴的军队的基地。《1812年西班牙宪法》在这里被正式公布。1820年加的斯的公民再次起义来维护这部宪法，这场起义蔓延到西班牙全国，导致斐迪南七世在加的斯被扣留。1823年法国军队营救斐迪南并镇压了这场起义。加的斯也是导致伊莎贝拉二世退位的起义的发源地。
近年来加的斯市内的许多古迹被修复。

## 地理

### 位置
| 西北: 大西洋 | 北: 加的斯湾和罗塔 | 东北: 加的斯湾和圣玛丽亚港 |
| 西: 大西洋   |                    | 东: 加的斯湾和雷亚尔港     |
| 西南: 大西洋 | 南: 圣费尔南多     | 东南: 圣费尔南多和加的斯湾 |

### 气候
加的斯与安达鲁西亚内陆城市的气候很不一样，在加的斯大西洋对气候的影响非常大。夏天的气温在30度左右。尤其在刮西风时气温适宜，但是刮东风时气候非常炎热。
冬季气温在10到15度之间，但是空气湿度非常强。
加的斯在柯本气候分类法中属于地中海式气候（Csa），冬季温和，夏季炎热。几个世纪以来，加的斯几乎没有下过雪，是全欧洲降雪最少的地域之一。
| 加的斯1981–2010年                     | 加的斯1981–2010年 | 加的斯1981–2010年 | 加的斯1981–2010年 | 加的斯1981–2010年 | 加的斯1981–2010年 | 加的斯1981–2010年 | 加的斯1981–2010年 | 加的斯1981–2010年 | 加的斯1981–2010年 | 加的斯1981–2010年 | 加的斯1981–2010年 | 加的斯1981–2010年 | 加的斯1981–2010年 |
| 月份                                  | 1月               | 2月               | 3月               | 4月               | 5月               | 6月               | 7月               | 8月               | 9月               | 10月              | 11月              | 12月              | 全年              |
| ------------------------------------- | ----------------- | ----------------- | ----------------- | ----------------- | ----------------- | ----------------- | ----------------- | ----------------- | ----------------- | ----------------- | ----------------- | ----------------- | ----------------- |
| 历史最高温 °C（°F）                   | 22.5 (72.5)       | 25.3 (77.5)       | 29.0 (84.2)       | 31.4 (88.5)       | 36.5 (97.7)       | 37.6 (99.7)       | 40.0 (104.0)      | 43.0 (109.4)      | 37.8 (100.0)      | 31.5 (88.7)       | 27.6 (81.7)       | 23.6 (74.5)       | 43.0 (109.4)      |
| 平均高温 °C（°F）                     | 16.0 (60.8)       | 16.8 (62.2)       | 18.8 (65.8)       | 19.9 (67.8)       | 22.1 (71.8)       | 25.3 (77.5)       | 27.7 (81.9)       | 27.9 (82.2)       | 26.3 (79.3)       | 23.4 (74.1)       | 19.6 (67.3)       | 16.9 (62.4)       | 21.6 (70.9)       |
| 日均气温 °C（°F）                     | 12.7 (54.9)       | 13.8 (56.8)       | 15.5 (59.9)       | 16.8 (62.2)       | 19.1 (66.4)       | 22.4 (72.3)       | 24.6 (76.3)       | 25.0 (77.0)       | 23.3 (73.9)       | 20.3 (68.5)       | 16.5 (61.7)       | 13.9 (57.0)       | 18.6 (65.5)       |
| 平均低温 °C（°F）                     | 9.4 (48.9)        | 10.7 (51.3)       | 12.3 (54.1)       | 13.7 (56.7)       | 16.2 (61.2)       | 19.5 (67.1)       | 21.4 (70.5)       | 22.0 (71.6)       | 20.3 (68.5)       | 17.3 (63.1)       | 13.4 (56.1)       | 10.9 (51.6)       | 15.4 (59.7)       |
| 历史最低温 °C（°F）                   | 0.2 (32.4)        | 3.2 (37.8)        | 3.0 (37.4)        | 8.0 (46.4)        | 9.2 (48.6)        | 14.0 (57.2)       | 16.8 (62.2)       | 17.2 (63.0)       | 14.0 (57.2)       | 9.0 (48.2)        | 4.6 (40.3)        | 2.2 (36.0)        | 0.2 (32.4)        |
| 平均降雨量 mm（）                     | 69.0 (2.72)       | 58.5 (2.30)       | 34.7 (1.37)       | 45.2 (1.78)       | 26.9 (1.06)       | 6.7 (0.26)        | 0.2 (0.01)        | 1.7 (0.07)        | 23.8 (0.94)       | 67.3 (2.65)       | 97.7 (3.85)       | 92.3 (3.63)       | 524 (20.64)       |
| 平均降雨天数（≥ 1.0 mm）              | 6.9               | 6.4               | 4.8               | 5.6               | 3.2               | 1.0               | 0.1               | 0.2               | 2.5               | 5.6               | 7.2               | 8.1               | 51.6              |
| 平均相對濕度（％）                    | 75                | 74                | 71                | 69                | 70                | 69                | 68                | 70                | 71                | 74                | 74                | 76                | 72                |
| 月均日照時數                          | 184               | 197               | 228               | 255               | 307               | 331               | 354               | 335               | 252               | 228               | 187               | 166               | 3,024             |
| 来源：Agencia Estatal de Meteorología |                   |                   |                   |                   |                   |                   |                   |                   |                   |                   |                   |                   |                   |

| 加的斯（1981-2010年的极端数据）       | 加的斯（1981-2010年的极端数据） | 加的斯（1981-2010年的极端数据） | 加的斯（1981-2010年的极端数据） | 加的斯（1981-2010年的极端数据） | 加的斯（1981-2010年的极端数据） | 加的斯（1981-2010年的极端数据） | 加的斯（1981-2010年的极端数据） | 加的斯（1981-2010年的极端数据） | 加的斯（1981-2010年的极端数据） | 加的斯（1981-2010年的极端数据） | 加的斯（1981-2010年的极端数据） | 加的斯（1981-2010年的极端数据） | 加的斯（1981-2010年的极端数据） |
| 月份                                  | 1月                             | 2月                             | 3月                             | 4月                             | 5月                             | 6月                             | 7月                             | 8月                             | 9月                             | 10月                            | 11月                            | 12月                            | 全年                            |
| ------------------------------------- | ------------------------------- | ------------------------------- | ------------------------------- | ------------------------------- | ------------------------------- | ------------------------------- | ------------------------------- | ------------------------------- | ------------------------------- | ------------------------------- | ------------------------------- | ------------------------------- | ------------------------------- |
| 平均最高温 °C（°F）                   | 17.6 (63.7)                     | 19.3 (66.7)                     | 21.8 (71.2)                     | 22.1 (71.8)                     | 24.8 (76.6)                     | 28.0 (82.4)                     | 30.1 (86.2)                     | 31.4 (88.5)                     | 28.7 (83.7)                     | 25.6 (78.1)                     | 22.9 (73.2)                     | 18.1 (64.6)                     | 31.4 (88.5)                     |
| 平均最低温 °C（°F）                   | 7.0 (44.6)                      | 6.8 (44.2)                      | 10.7 (51.3)                     | 11.7 (53.1)                     | 13.9 (57.0)                     | 16.7 (62.1)                     | 19.5 (67.1)                     | 20.4 (68.7)                     | 17.8 (64.0)                     | 14.6 (58.3)                     | 11.1 (52.0)                     | 8.6 (47.5)                      | 6.8 (44.2)                      |
| 来源：Agencia Estatal de Meteorología |                                 |                                 |                                 |                                 |                                 |                                 |                                 |                                 |                                 |                                 |                                 |                                 |                                 |

## 人口
1842年至2011年加的斯历史人口变化图：
来源:INE

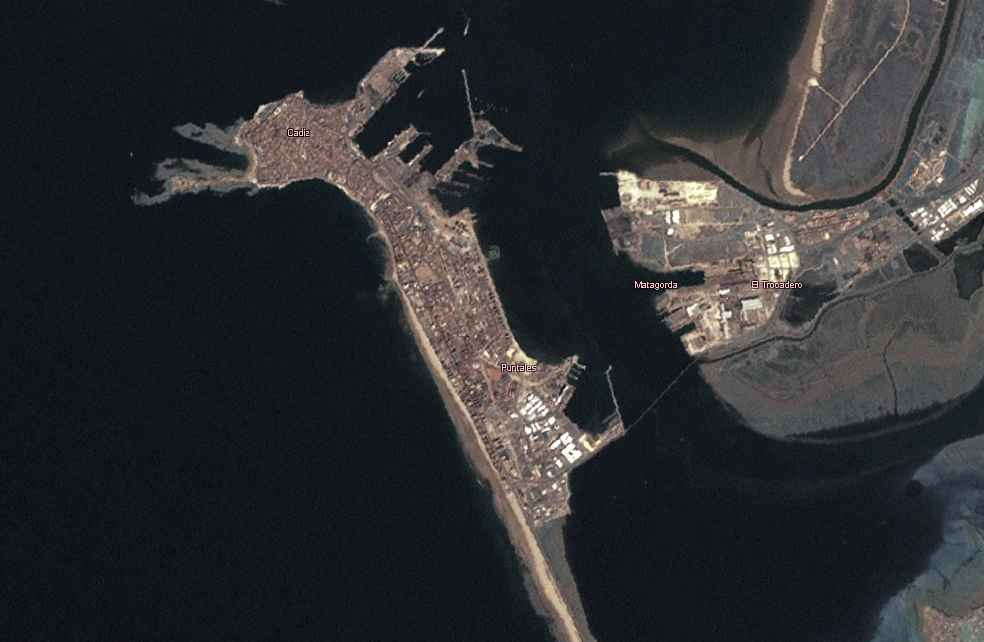
卫星图中加的斯的位置

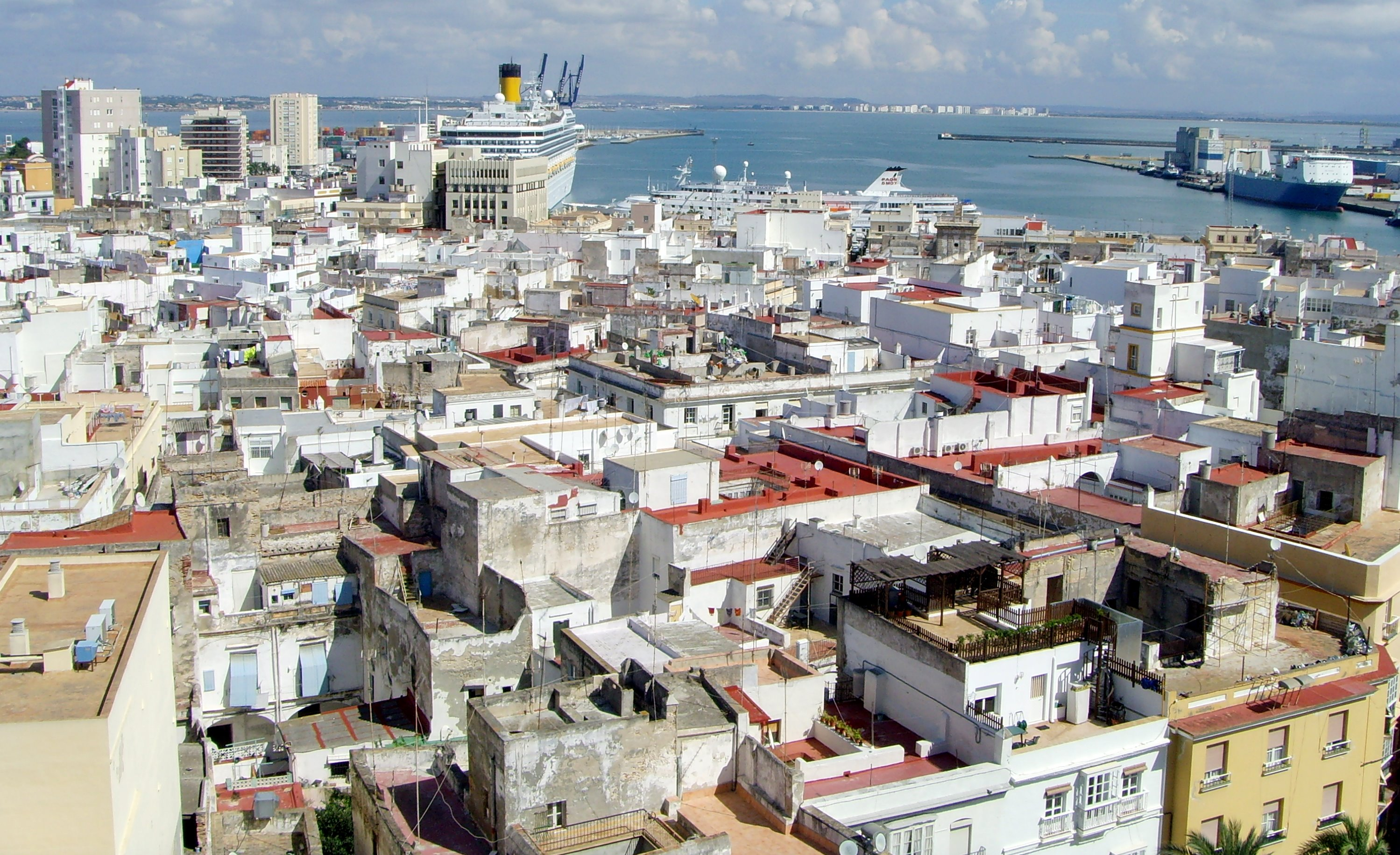
加的斯市中心和码头

加的斯是加的斯湾地区唯一一个在近年来（21世纪初）人口减少的自治市。自1991年至2008年间，它流失了超过30,000名居民，几乎占原来人口的20％。下降的原因主要有4点：
- 失业率居高不下。加的斯位居西班牙各省份首府失业率排行的前几位。为了寻求工作机会，18岁至30岁的居民纷纷离开加的斯，该市的生育率也逐渐降低。
- 房价攀升。加的斯2010年后的新住宅价格位列西班牙全国城市房价第五高。这造成了大量人口迁移到其他邻近的城镇（如赫雷斯-德拉弗龙特拉、雷亚尔港、圣费尔南多、奇克拉纳德拉夫龙特拉和圣玛丽亚港）。[19]
- 独特的地理位置。加的斯市位于一个狭窄的半岛上，由于四周临海，再加上法律禁止填海造陆，这里的建筑用地严重短缺。如果重新计算加的斯住宅用地（4.4 平方公里）的人口密度，将会得到一个数字：29,672.95人/平方公里。这是目前西班牙所有城市中最高的人口密度。[20]
- 人口结构失衡。加的斯是西班牙最古老的都市之一，老年人占了很大比例。20岁以下人口比例仅为16.57％，65岁以上人口占总人口的22.59％。[21]

## 旅游
加的斯是一个非常值得一游的城市，尤其在夏天这里主要是西班牙本国的人旅游度假的地方。加的斯即有优美的古城，又有良好的沙滩。

### 重要建筑物

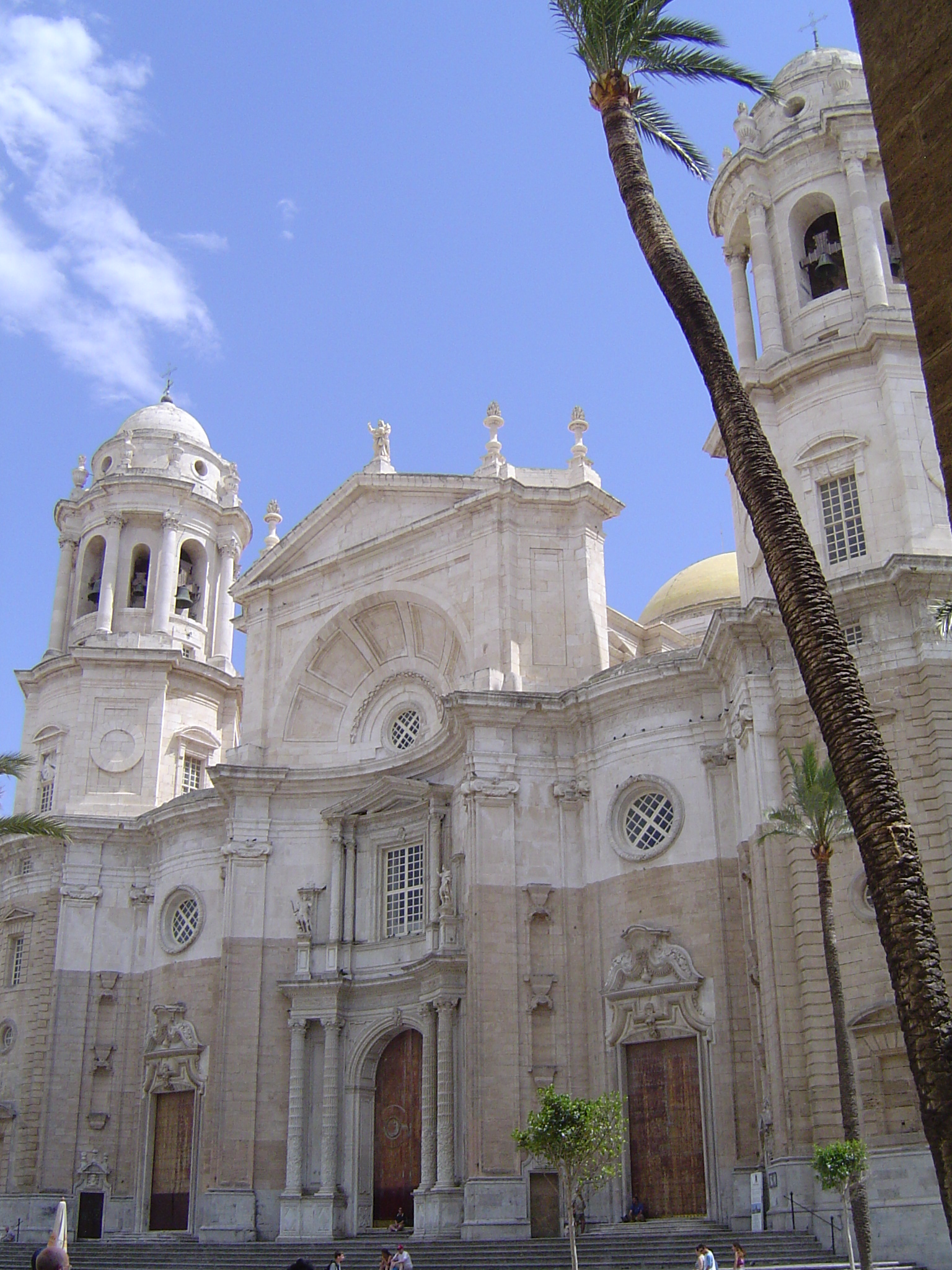
大教堂

加的斯是西欧最古老的城市，市内有许多优美的历史建筑。

#### 主教座堂
加的斯最著名的建筑是加的斯主教座堂，它是在1260年建造，但是1596年被大火焚毁的老大教堂的原址上建筑的。这座新的、巴洛克式的大教堂是1776年开始建造的，建造时间总达116年。在建造过程中其风格数次改变。开始它是按照巴洛克建筑的格局设计的，但在建造过程中洛可可元素被引入，最后完成时它又结合了新古典主義的因素。它的小教厅里还有许多老大教堂和其它寺院留下来的绘画和遗迹。

#### 法雅大剧院
加的斯原来的大剧院是1871年造的，但是在1881年被焚毁。今天的大剧院是在老大剧院的遗址上从1884年至1905年建造的。其表面铺红砖，风格是新摩爾式建築。1920年代重修后为纪念被埋葬在大教堂的著名作曲家玛纽尔·德·法雅改名为法雅大剧院。1980年代失修，现在被重新修复。

#### 市政府
老城的市政府是在两个阶段里建造的，第一个阶段从1799年开始，其风格是新古典主义，第二个阶段是1861年开始的。

#### 塔维拉塔
18世纪时加的斯有160多座瞭望塔，商人用它们来瞭望到达的船只。今天塔维拉塔是尚存的最高的当时的瞭望塔。其中有一个暗房，通过针孔投影的原理游客可以在里面看到投射的老城的全景。

#### 城墙
加的斯的城墙始于16世纪，不过许多过去的部分已经消失了。它本来由多层城墙组成，今天只有一层尚存。为了和服现代交通的需要，20世纪里在城墙上开了两个大口，这两个拱门今天是进出老城的主要途径。

#### 高压线架
跨越加的斯湾的高压电线在海湾两边有两根设计特殊的高压线架，它们高158米，携两股高压线。它们由六角形的钢结构组成，在顶端有一条携电线的横梁。

### 海滩

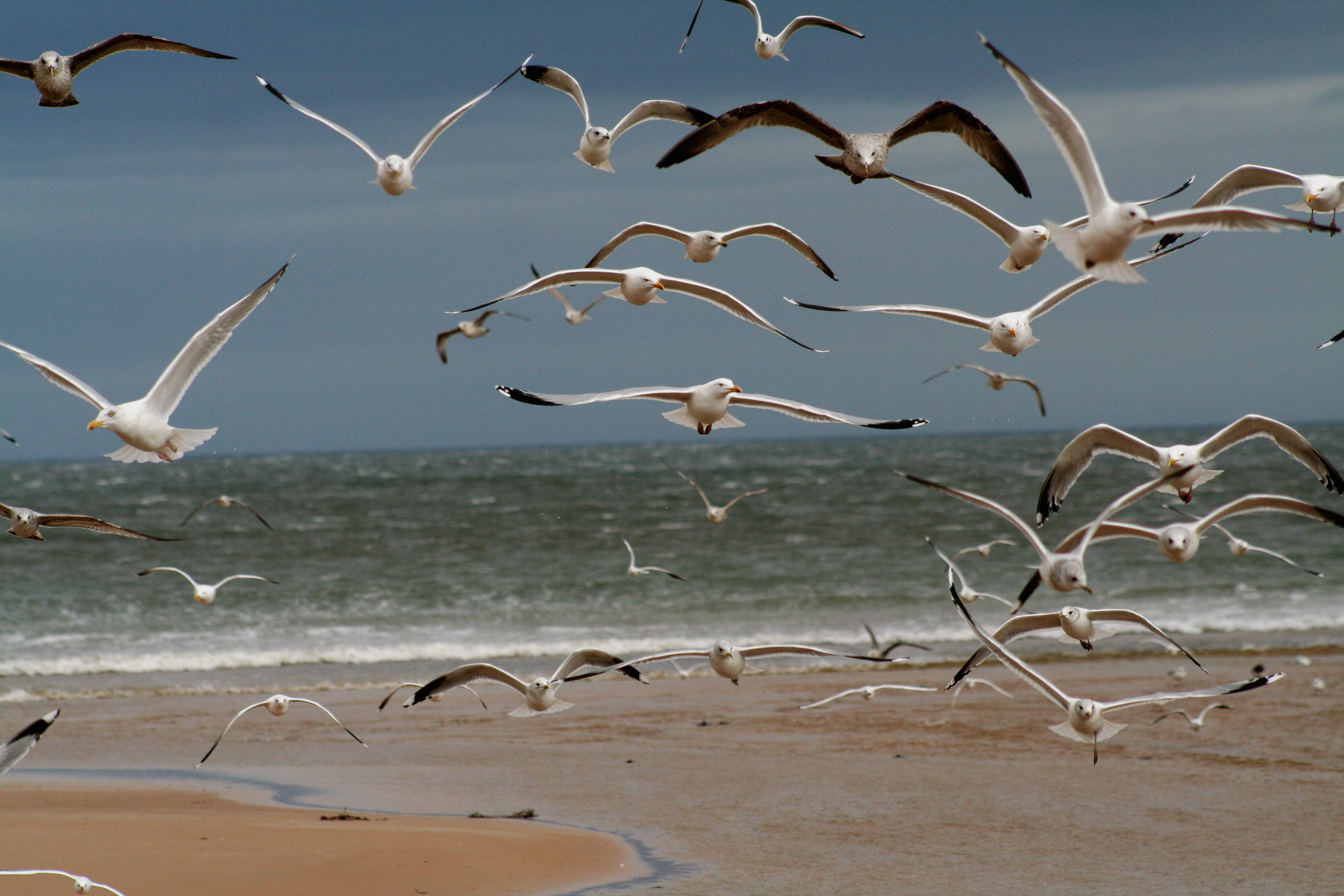
海滩

加的斯拥有几个西班牙最美丽的沙滩。

#### 卡莱塔海滩
卡莱塔海滩（La Playa de la Caleta）是加的斯最受欢迎的海滩，许多狂欢节的歌里唱到它。它是老城的海滩，介于圣塞瓦斯蒂安城堡和圣卡塔利娜城堡两个古堡之间，低潮时它约400米长，30米宽。

#### 维多利亚海滩
大多数游客和当地人去维多利亚海滩，它约3千米长，平均宽度为50米。海滩相当平缓，而且没有石头。与新城区它隔一条大街，在大街的另一边有许多商店和餐厅。海滩上还有运动场，游客可以租借阳伞、躺椅，还可以滑水。

#### 其它海滩
此外加的斯还有三个小海滩。

## 交通
加的斯是安达鲁西亚最大的大西洋港口城市，从这里有去加那利群岛的渡船。

### 公車、铁路和汽车
加的斯位于一个半岛上，通入城市的只有两条路（目前已新建另一条大桥），一条是通往圣费尔南多的铁路和公路，另一条是一座公路桥，因此在上下班的时候这两条路总是被堵。2005年当地的足球队进入了西班牙甲级联赛，因此连周末也交通紧张。从2005年夏开始城市决定造一座新的桥来减缓老桥的情况。目前该新桥已落成並于2015年10月通车。
加的斯与塞維利亞之间有高速公路连接。

### 机场
离加的斯最近的飞机场是赫雷斯机场，从机场到加的斯的出租汽车费约为42欧元，从2005年开始从机场也有专车直达加的斯。

## 友好城市

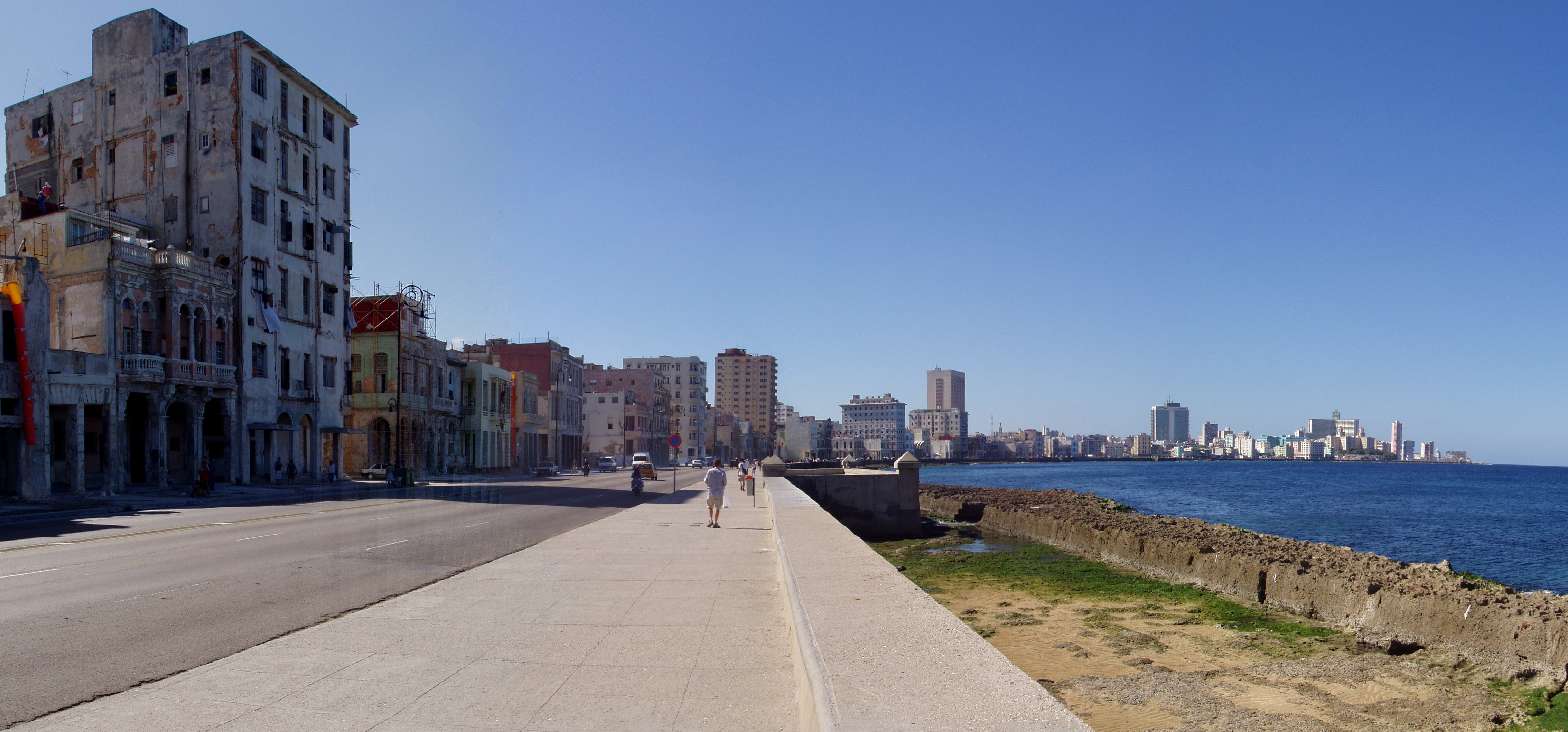
哈瓦那

加的斯市的友好城市如下：
- 阿根廷 布宜諾斯艾利斯[24]
- 智利 瓦尔帕莱索
- 哥伦比亚 卡塔赫纳、[25] 拉多拉達、[26] 聖菲德安蒂奧基亞、[27] 瓜杜阿斯、翁達、安巴萊馬、馬里基塔 和 波哥大[28]

- 古巴 哈瓦那[24]
- 西班牙 桑坦德[29] 韦尔瓦、拉卡罗利纳、拉科魯尼亞、莫斯托莱斯、圣克鲁斯-德特内里费 和 托雷维耶哈
- 墨西哥 墨西哥城、普埃布拉州、聖佩德羅喬盧拉、維拉克魯茲、奇爾潘辛戈 和 伊瓜拉自治市[26]

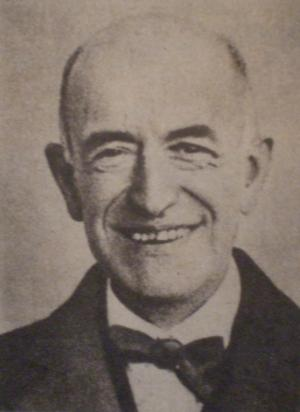
曼努埃尔·德·法利亚

- 乌拉圭 蒙得维的亚[24][30]
- 法國 布雷斯特[31]
- 英国 肯特郡 羅徹斯特[32]
- 巴西 桑托斯[33]

### 同名城市
- 菲律賓 加的斯（西班牙语：Cádiz (Filipinas)）
- 美国 加的斯

## 节日
- 狂欢节，在二月举行。

## 人物
- 乔治·米德，美国陆军少将（1815年－1872年）
- 曼努埃尔·德·法利亚（1876年－1946年），古典音乐作曲家[34]
- 拉法埃尔·阿尔维蒂（1902年 - 1999年），作家[35]
- 卡馬隆·德·拉·伊斯拉（1950年－1992年），弗拉门戈男歌手[36]
- 帕科·德卢西亚（1947年－2014年），弗拉明戈吉他手[37]